# Ole von Uexküll

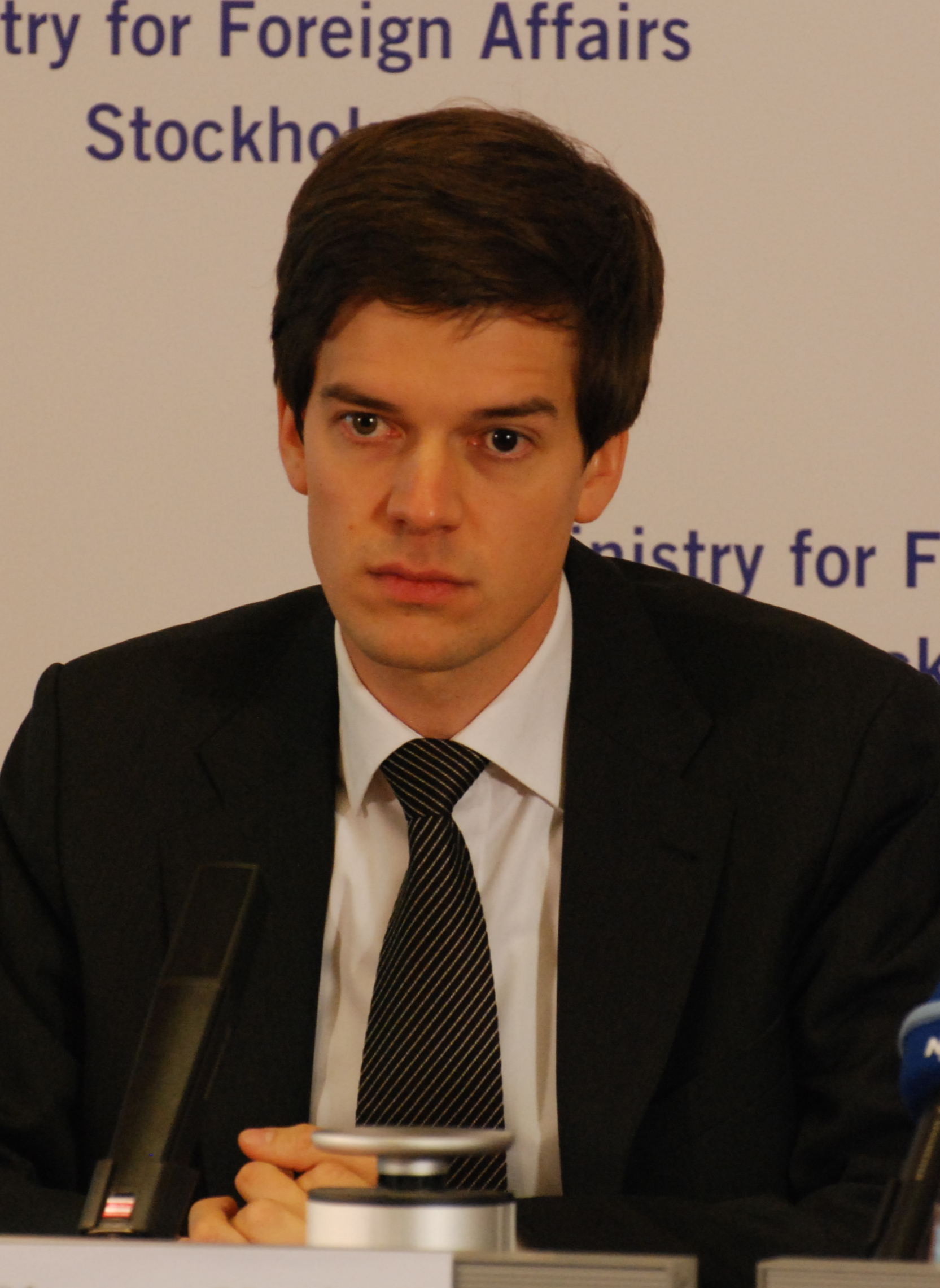
Ole von Uexküll

Jens Ole von Uexküll (* 24. Februar 1978 in Hamburg) ist Direktor der Stockholmer Right Livelihood Award Stiftung, die im Jahr 1980 von seinem Onkel Jakob von Uexküll gegründet worden war.

## Leben
Ole von Uexküll wuchs in Hamburg-Othmarschen auf und machte 1997 sein Abitur als Jahrgangsbester am Christianeum. Er erwarb Masterabschlüsse in Umweltwissenschaften an der Universität Lund und in European Studies an der FU Berlin. Er war Stipendiat der Studienstiftung des deutschen Volkes. Im Anschluss arbeitete er unter anderem im Deutschen Bundestag, beim Umweltprogramm der Vereinten Nationen und beim Europaparlament.